# Zespoły mieloproliferacyjne
Zespoły mieloproliferacyjne (ang. myeloproliferative syndrome, MPS) – grupa chorób charakteryzujących się nadprodukcją jednego lub kilku składników morfotycznych krwi. Nazwa została po raz pierwszy wprowadzona w 1951 roku przez Williama Damesheka.

## Choroby mieloproliferacyjne
- przewlekła białaczka szpikowa u chorych z translokacją t(9;22)
- czerwienica prawdziwa
- nadpłytkowość samoistna
- zespół hipereozynofilowy i przewlekła białaczka eozynofilowa
- mastocytoza
- mielofibroza
- przewlekła białaczka neutrofilowa
- przewlekła białaczka mielomonocytowa
- atypowa postać przewlekłej białaczki szpikowej

## Cechy charakterystyczne
- w początkowym okresie choroby liczba wszystkich krwinek może być podwyższona
- zwiększenie liczby granulocytów zasadochłonnych
- zwiększenie stężenia kwasu moczowego we krwi
- splenomegalia
- skłonność do włóknienia i stwardnienia szpiku
- mogą powstawać pozaszpikowe ogniska hematopoezy
- możliwy wysiew komórek blastycznych ze szpiku do krwi
- dobra skuteczność interferonu α
- występowanie mutacji V617F genu JAK2 (z różną częstością w różnych zespołach)